# Hovd járás (Hovd)
Hovd járás (mongol nyelven: Ховд сум) Mongólia Hovd tartományának egyik járása. Területe 2800 km². Népessége kb. 4500 fő.
A tartomány északnyugati részén terül el. A Hovd folyó alsó szakasza és mellékfolyója, a Bujant völgye tartozik a járáshoz.
Székhelye Dund-Usz (Дунд-Ус), mely 41 km-re fekszik Hovd tartományi székhelytől.